# Monroe, Massachusetts
Monroe är en kommun (town) i Franklin County i delstaten Massachusetts, USA. Vid folkräkningen år 2000 bodde 93 personer på orten. Den har enligt United States Census Bureau en area på totalt 27,9 km² varav 0,2 km² är vatten.